# Jorinde en Joringel
Jorinde en Joringel is een sprookje uit Kinder- und Hausmärchen, de verzameling van de gebroeders Grimm, met als nummer KHM69. De oorspronkelijke naam is Jorinde und Joringel.

## Het verhaal
De aartstovenares woont alleen in een groot kasteel in het bos. 's Nachts neemt ze de gedaante aan van een kat of nachtuil. Ze lokt wild en vogels en slacht deze, waarna ze de dieren kookt. Als een mens in de cirkel rond het kasteel komt, moet hij stil blijven staan. Pas als de tovenares diegene met een toverspreuk bevrijdt, kan hij weer bewegen. Onschuldige jonge meisjes worden veranderd in een vogel en deze komen vast te zitten in een mand in het kasteel. Er zijn al zevenduizend vogels verzameld.
Het meisje Jorinde is mooier dan alle andere meisjes en ze is getrouwd met de knappe Joringel. Ze gaan wandelen in het bos en Joringel waarschuwt Jorinde voor het kasteel, terwijl een tortelduif zijn lied zingt. Jorinde en Joringel worden erg verdrietig en hebben het gevoel dat ze moeten sterven. Ze weten niet hoe ze thuis moeten komen en de zon staat nog half boven de berg en is voor de helft al onder gegaan. Dan ziet Joringel dat ze vlak bij de oude muur van het kasteel zijn en hij wordt bang, terwijl Jorinde een liedje zingt.
Mijn vogel met zijn ringetje rood
zingt lijden, lijden, lijden
hij zingt voor het duifje over zijn dood
zingt lijden, lij -twiet-twiet-twiet
Jorinde is veranderd in een nachtegaal en de nachtuil vliegt driemaal om haar heen. Joringel kan zich niet meer bewegen en staat als een steen zo stil. De nachtuil verandert in de bosjes in de oude magere en gele kromme vrouw met grote rode ogen en kromme neus. De aartstovenares vangt de nachtegaal en neemt die mee. Na een tijdje komt ze terug en zegt ze: "Gegroet Zachiël, schijnt het maantje in de mand, maak los die band", waarna Joringel weer bewegen kan. Joringel smeekt de vrouw om Jorinde terug te geven, maar moet alleen verder. Hij gaat schapen hoeden in een dorp en loopt vaak rond het kasteel.
Joringel droomt over een bloedrode bloem met een grote parel er in. Hij plukt de bloem en gaat naar het kasteel, alles wat de bloem aanraakt wordt bevrijd van de betovering. Hij gaat op zoek naar de bloem tot de negende dag en vindt een bloem met een grote dauwdruppel en gaat naar het kasteel. Hij versteent niet en opent de poort met de bloem, op de binnenplaats hoort hij de vogels.
De tovenares voert de zevenduizend vogels en wil haar gal over Joringel braken, maar ze kan niet dicht bij hem komen. De vrouw gaat er met een mandje vandoor, maar Joringel raakt haar en de vogel aan. De tovenares kan niet meer toveren en Jorinde krijgt haar menselijke gedaante terug. Joringel verandert ook alle andere vogels weer in meisjes en met Jorinde gaat hij naar huis.

## Achtergronden bij het verhaal
- Het sprookje komt uit Heinrich Stillings Jugend (1777) van Johann Heinrich Jung-Stilling.
- Er bestaat ook een variant waarin de jongen wordt gevangen en het meisje de bloem moet halen. De oude vrouw wordt in een raaf veranderd (maar wordt ook verlost).
- In de versie van Jung-Stilling kan de heks zich ook in een haas veranderen.
- De oude vrouw met betoverde vogels wordt ook beschreven in De oude vrouw in het bos (KHM123).
- Het huis in het bos komt in veel sprookjes voor: De twaalf broeders (KHM9), De drie mannetjes in het bos (KHM13), Het raadsel (KHM22), Het meisje zonder handen (KHM31), De roversbruidegom (KHM40), Sneeuwwitje (KHM53), De gauwdief en zijn meester (KHM68), De raaf (KHM93), De oude vrouw in het bos (KHM123), De duivel en zijn grootmoeder (KHM125), De ijzeren kachel (KHM127), De glazen doodskist (KHM163) en Het boshuis (KHM169).
- Het kasteel dat niet benaderd kan worden, komt in veel sprookjes voor. Zie bijvoorbeeld Doornroosje (KHM50), De drie zwarte prinsessen (KHM137) en De kristallen bol (KHM197).
- Een mens omgetoverd als dier komt voor in bijvoorbeeld De kikkerkoning (KHM1), De twaalf broeders (KHM9), Broertje en zusje (KHM11), De drie mannetjes in het bos (KHM13), De drie veren (KHM63), De gauwdief en zijn meester (KHM93), De groente-ezel (KHM122), De ijzeren kachel (KHM127), Het lammetje en het visje (KHM141), Sneeuwwitje en Rozerood (KHM161), Het boshuis (KHM169) en De kristallen bol (KHM197).
- Een bloem met speciale gaven komt in veel sprookjes voor. Soms wordt een meisje in een bloem veranderd, zoals in Vrijer Roland (KHM56), De anjer (KHM76) en Raadselsprookje (KHM160).
- Uilen worden ook in verband gebracht met Lilith. Ook zij is op zoek naar mensen.
- Vergelijk ook De ganzenhoedster aan de bron (KHM179), De waternimf in de vijver (KHM181) en Jonkvrouw Maleen (KHM198).
- De echtgenoot die verandert in een dier komt ook voor in De zingende springende leeuwerik (KHM88).
- Een dodenvogel komt ook voor in Van de wachtelboom (KHM47).
- Verstening komt ook voor in De twee gebroeders (KHM60), De goudkinderen (KHM85) en De twee koningskinderen (KHM113). Ook de wolf versteent in een versie van De wolf en de zeven geitjes. Zie ook De Didibri-Draken.